# Francisco de Amaya

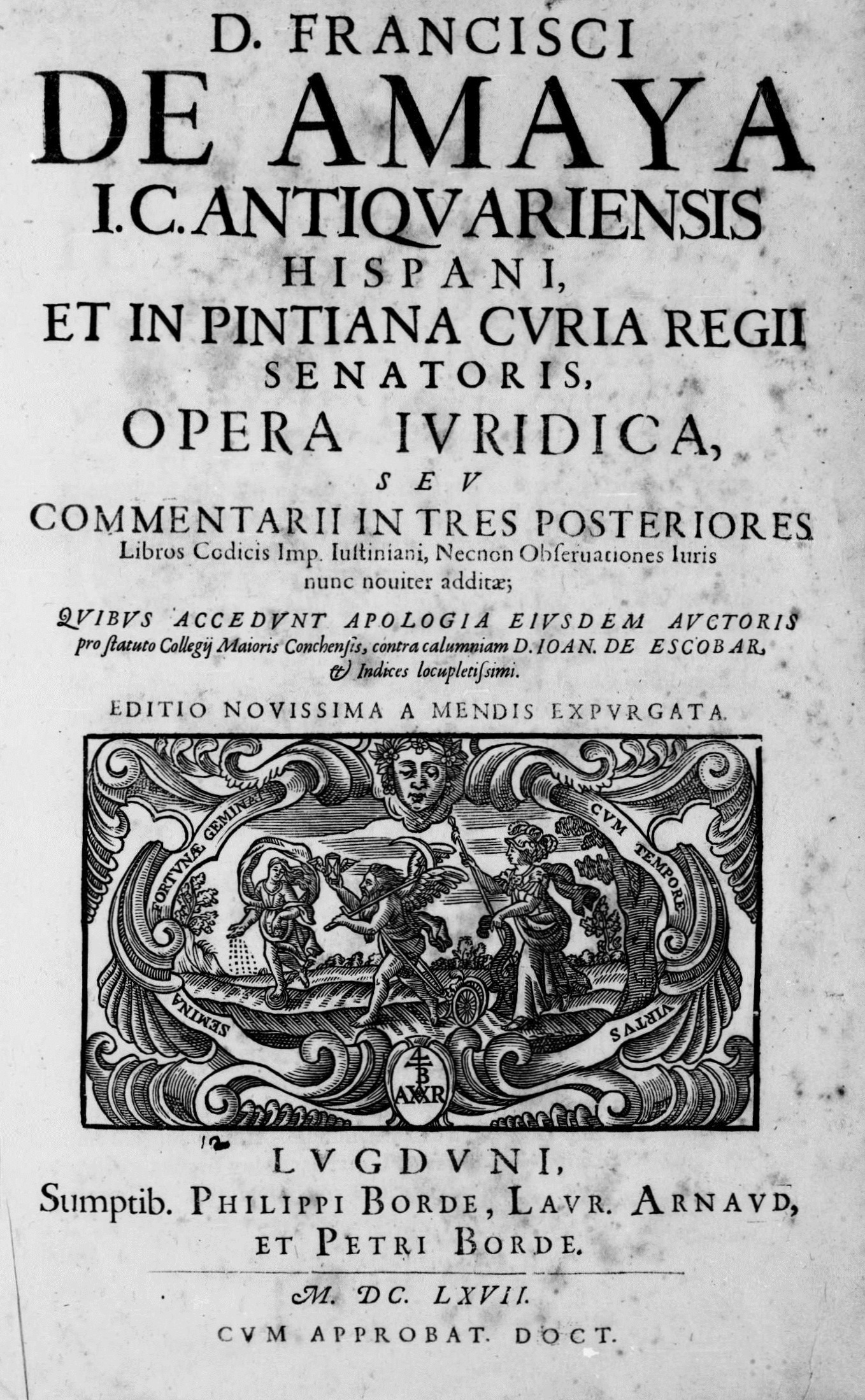
Opera iuridica, 1667

Francisco de Amaya fue un jurisconsulto español nacido en Antequera del siglo XVII.

## Biografía
Francisco enseñó derecho en Osuna, y en 1617 pasó a Salamanca, donde se le asignó una cátedra del mismos estudio.
Posteriormente fue nombrado fiscal de la chancillería de Granada y más tarde consejero de Valladolid ciudad en la que murió.

## Obra
- D. Francisci de Amaya J.C. antiquarensis Hispani et in Pintiana Curia regii senatoris Opera juridica,..., Lugduni, 1734.
- Desengaños de los bienes humanos,..., Madrid: Melchor Alvarez, 1681.
- Observationum iuris libri tres,...., Coloniae Allobrogum: P. Gramonetvs, 1656.
- Opera juridica seu Commentarii in tres posteriores libros Codicis Imp. Justiniani,..., Lugduni, 1734.